# Anthopleura xanthogrammica
Anthopleura xanthogrammica là một loài hải quỳ trong chi Anthopleura, họ Actiniidae.

## Phân bố
Nhìn chung, A. xanthogrammica được tìm thấy ở vùng thủy triều nông đến sâu vừa của Thái Bình Dương, từ Alaska đến Nam California và đôi khi đến tận Panama, nơi có sóng biển lạnh.